# 장 드라포역
장 드라포역 (Station Jean-Drapeau)은 몬트리올 생텔렌섬에 위치한 몬트리올 지하철 노란색 선 정차역으로, 1967년 4월 1일에 개통하였다.

## 건축 양식
1967년 몬트리올 세계 박람회의 주무대가 된 역이였던 이 역은 수많은 방문객들을 동시에 수용할 수 있도록 지어져야 했다. 계단과 출입구를 포함한 역 구조는 전반적으로 깔때기 모양으로 수많은 사람들을 동시에 수용할 수 있도록 하였다. 이동 동선을 감안하여 이 역은 승강장을 큼지막하게 지었는데, 개통 당시 화장실과 식수대가 있었다. 또한 안내판도 읽기 쉽게 큼지막하게 설치하여 생텔렌섬 일원을 방문하는 관광객들이 쉽게 길을 찾을 수 있도록 하였다.
역 내부는 대부분 콘크리트로 되어있고 승강장 벽에는 황토색 줄무늬가 콘크리트에 싸여있다. 승강장에는 또한 사람이 무거운 물체를 들어올리는 듯한 형상의 벽화 네 점이 설치되어 있는데, 이는 세계 박람회 당시 테마 중 하나였던 인간의 대지 (Terre des hommes)를 연상시킨다.
2018년 4월부터 2019년 11월까지 장 드라포역에는 엘리베이터 두 대와 출입문 두 대를 설치하고 자판기 두 대를 이동하여 동선을 확보하는 공사가 이루어졌다. 엘리베이터는 2019년 11월 22일에 완공되었다. 한편 엘리베이터 설치 후 퀘벡 장애인 단체인 RAPLIQ (Regroupement des activistes pour l'inclusion du Québec)는 장 드라포역에 엘리베이터가 설치되었지만 정작 노란색 선의 나머지 두 개 역은 엘리베이터가 설치되지 않아 휠체어 승객은 이용할 수 없는 반쪽짜리 엘리베이터로 전락하였다고 비판하였다.

## 역명 유래
이 역은 개통 당시 일생텔렌역 (Station de l'Île-Sainte-Hélène)으로 개장하였는데, 생텔렌은 1611년에 섬 이름을 사뮈엘 드 샹플랭이 아내인 엘렌 드 샹플랭 (Hélène de Champlain)의 이름을 따서 지었다. 롱괴유의 르모인가 (Le Moyne)가 1665년부터 1818년까지 이 섬을 소유하였고 이후에 영국 정부에 매각하였다. 영국 정부는 미국과 1812년 전쟁을 치른 뒤 섬에 성벽과 화약고, 요새를 설치하였다. 캐나다 정부가 1870년에 매입한 뒤 74년에 이 섬은 공원으로 조성되었다. 1967년 세계 박람회를 앞두고 섬을 매립하여 면적을 두 배 이상 늘렸고 인접한 노트르담섬은 인공섬으로 만들어졌다.
2001년부터 이 역의 이름은 1954-57년과 1960-86년 사이에 몬트리올 시장을 맡았던 장 드라포 (Jean Drapeau, 1916-1999)의 이름을 따서 장 드라포역으로 개명되었다. 드라포는 20세기 몬트리올의 주요 역사 현장에 있었던 산 증인으로 예술의 전당 (Place des Arts), 1976년 하계 올림픽 개최, 리비에르데프레리, 사라과이, 빌생미셸, 푸앵토트랑블 등의 지자체 편입은 물론 몬트리올 지하철 건설을 전두지휘하였다. 그의 업적은 세계 박람회와 올림픽 개최 예산 초과는 물론 공공 미술 작품 여러 점을 부수고 몬트리올 시내에 있었던 게이 빌리지를 철거하는 등 각종 논란에 휩싸였던 인물이나 40년 동안 몬트리올 시장을 지냈던 드라포는 몬트리올에서 가장 중요했던 시장임은 이견이 없다.

## 버스 연결편
장 드라포역에서 갈아탈 수 있는 버스는 아래와 같다.
| 노선 | 노선              | 노선                | 종점           | 종점 | 종점            | 경유지 | 비고               |
| ---- | ----------------- | ------------------- | -------------- | ---- | --------------- | --- | ------------------ |
| 767  | 라롱드 / 강변공원 | La Ronde / La Plage | 장 드라포 공원 | ↔    | 장 드라포역     | 동쪽 - 장 드라포역 - 장 드라포 공원 | 여름 기간에만 운행 |
| 777  | 카지노            | Casino              | 보나방튀르역   | ↔    | 몬트리올 카지노 | 동쪽 - 장 드라포역 - 몬트리올 카지노 서쪽 - 아비타 67 - 비커다이크 터미널 - 로베르 부라사 / 웰링턴 - 로베르 부라사 / 윌리암 - 보나방튀르역 | 매일 상시 운행     |

## 인근 명소
- 장 드라포 공원
- 몬트리올 생태박물관 (Biosphère de Montréal)
- 몬트리올 카지노
- 라롱드 (La Ronde) 놀이공원
- 질 빌뇌브 경주로 (Circuit Gilles-Villeneuve)
- 스튜어트 박물관 (Musée Stewart)

## 인접한 역
| STM 노란색 선  | STM 노란색 선 | STM 노란색 선                                 |
| -------------- | ------------- | --------------------------------------------- |
| 베리-UQAM 방면 | 노란색 선     | 롱괴유-위니베르시테 드 셰르브루크 롱괴유 방면 |